# 대한민국 헌법 제51조
대한민국 헌법 제51조는 대한민국 헌법의 조항이다. 국회의원의 의무에 대해서 서술하고 있다.

## 본문
국회에 제출된 법률안 기타의 의안은 회기중에 의결되지 못한 이유로 폐기되지 아니한다. 다만, 국회의원의 임기가 만료된 때에는 그러하지 아니하다.

## 참고문헌
성정건. (1973, 3). 헌법 제51조 제1항. 나라사랑, 10, 231-232.

## 같이 보기
- 대한민국 헌법 제3장
- 대한민국 국회